# New Merlin Cycle
Die New Merlin Cycle Co. Ltd. war ein britischer Automobilhersteller, der 1913–1914 in Birmingham ansässig war.
Der Merlin war ein Leichtfahrzeug mit Zweizylinder-Reihenmotor von Blumfield, ein 9/10 hp, der eine Leistung von 10 bhp (7,4 kW) entwickelte.

## Quelle
- David Culshaw & Peter Horrobin: The Complete Catalogue of British Cars 1895–1975. Veloce Publishing plc. Dorchester (1997). ISBN 1-874105-93-6